# Ik space
Ik space is een lied van de Nederlandse rapper en zanger Bilal Wahib in samenwerking met de Nederlandse zangeres Fabiënne Bergmans. Het werd in 2023 als single uitgebracht.

## Achtergrond
Ik space is geschreven door Brahim Fouradi, Carlos Vrolijk en Kris Salvathore en geproduceerd door Project Money. Het is een nummer uit het genre nederhop. Het lied is een bewerking van het nummer Space van Bergmans met Brahim Fouradi uit 2013 voor de film Spijt!. In het lied zingt en rapt de Wahib over hoe hij zich voelt als hij zijn geliefde ziet en met haar is. De zanger deelde eind 2022 een stukje van het lied op mediaplatform TikTok met de vraag wanneer hij de single moest uitbregen. Fans reageerden enthousiast op het filmpje en na twee weken werd de single daadwerkelijk uitgebracht. Dit was met een zanggedeelte van Bergmans, iets wat meermaals door de fans werd aangevraagd in de opmerkingen bij het eerste filmpje. Het nummer werd bij radiozender NPO FunX uitgeroepen tot DiXte track van de week. De single heeft in Nederland de gouden status.

## Hitnoteringen
De artiesten hadden succes met het lied in de hitlijsten van Nederland. Het piekte op de vierde plaats van de Nederlandse Single Top 100 en stond veertien weken in deze hitlijst. De Nederlandse Top 40 werd niet bereikt; het kwam hier tot de tweede plaats van de Tipparade.